# Bernie Malone
Pour les articles homonymes, voir Malone.
Bernie Malone, née le 26 mars 1948 à Dublin, est une femme politique irlandaise.
Membre du Parti travailliste, elle siège au Parlement européen de 1994 à 1999. 